# Sofiane

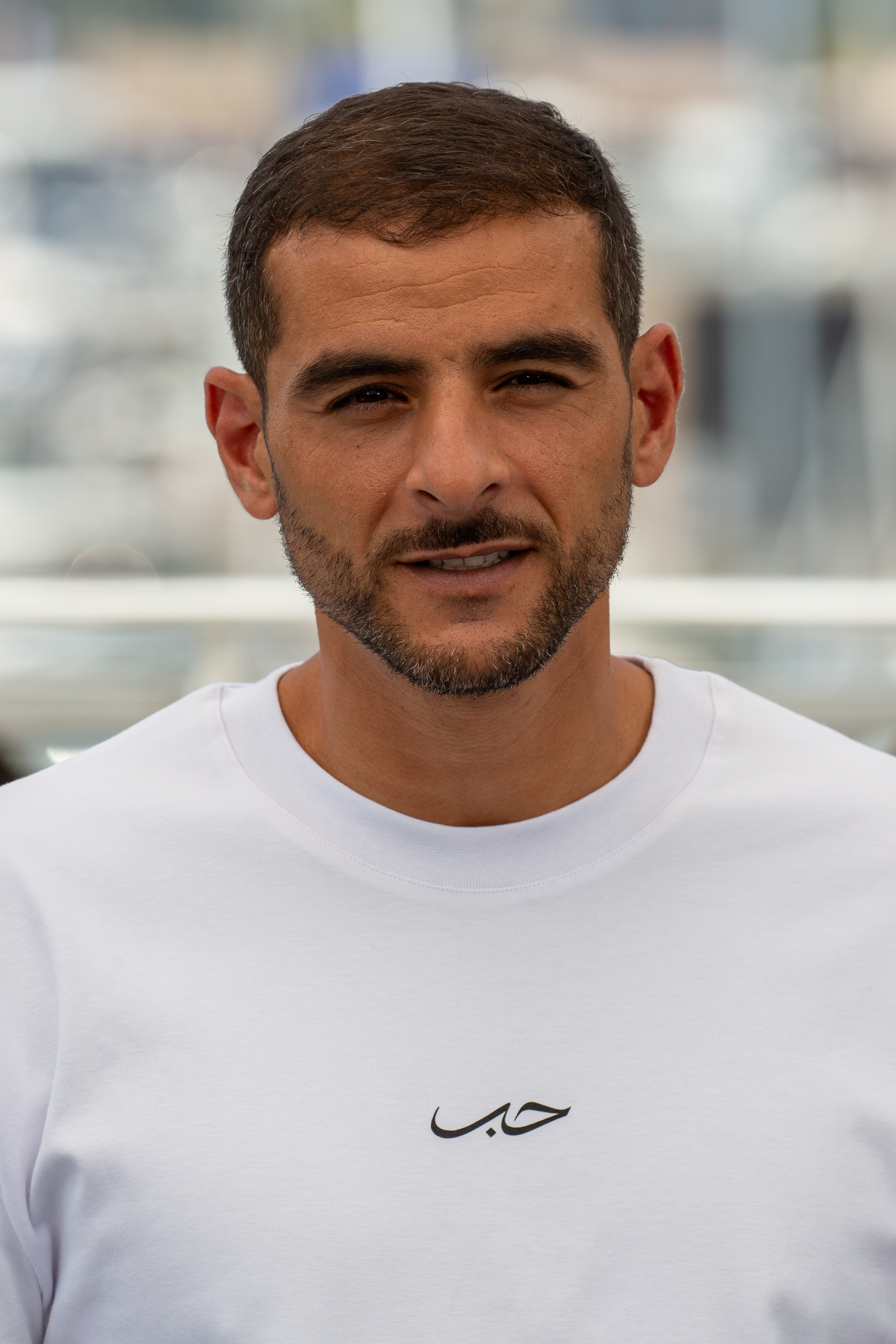
Sofiane (2025)

Sofiane Zermani, auch Fianso (* 21. Juli 1986 in Saint-Denis, Département Seine-Saint-Denis) ist ein französischer Rapper und Schauspieler.

## Leben und Karriere
Zermani wurde 1986 in Saint-Denis geboren. Seine Eltern sind algerischer Abstammung und siedelten in den 1960er und 1980er Jahren nach Frankreich über. Bis zu seinem 13. Lebensjahr wuchs er in Stains auf, danach zog seine Familie mit ihm nach Le Blanc-Mesnil. Bereits mit 15 Jahren brach er die Schule ab und arbeitet fortan mit seinem Vater auf Märkten. Als Erwachsener trat er der Gruppe Les Affranchis bei und veröffentlichte 2007 sein erstes Mixtape Première claque. 2009 folgte das Projekt La vie de cauchemar. In den darauffolgenden acht Jahren erschienen vier weitere Mixtapes mit den Titeln Blacklist sowie die Fortsetzung Blacklist 2, I Need Money 3 Days Theory und #JesuispasséchezSo. Letzteres Projekt wurde durch eine zusätzliche Video-Serie auf YouTube ab dem Frühjahr 2016 promotet, welche ihm letztlich zum endgültigen Durchbruch als Rapper in Frankreich verhalf. Bis Februar 2017 konnten alle Clips über 80 Millionen Abrufe aufweisen. Im November 2016 unterschrieb er einen Plattenvertrag bei Capitol, einem Ableger von Universal Music France. Durch erstmalige Unterstützung eines großen Labels erreichte #JesuispasséchezSo auf Anhieb Platz zwei der französischen Albumcharts und konnte sich in der Veröffentlichungswoche über 14.000 Einheiten absetzen. Noch im selben Jahr erreichte das Mixtape Platin-Status in Frankreich. Nur wenige Monate später folgte am 12. Mai 2017 sein Debütalbum Bandit saleté und erreichte wie sein Vorgänger Platz zwei der Charts. Mit seinem zweiten Studioalbum Affranchis erreichte er im Februar 2018 erstmals die Spitze der französischen Albumcharts. Im November 2018 erreichte die Kollaboration mit den deutschsprachigen Künstlern RAF Camora und AriBeatz Perfekt die deutschen und österreichischen Charts. In den österreichischen Singlecharts stieg die Single sogar auf Platz eins. Wenige Monate später platzierte er sich durch die Zusammenarbeit mit Heuss l’Enfoiré mit dem Lied Khapta erstmals auch auf Position eins der französischen Singlecharts.
2018 verkörperte Zermani die Figur Gatsby im Theaterstück Le Magnifique, einer französischen Adaption des Großen Gatsby. Er bezeichnete seine Erfahrungen als intimer, da man viel näher mit dem Publikum im Kontakt stehe. Im Jahr 2019 stand er für die Produktionsfirma France Culture erneut auf der Bühne, diesmal für das Stück La Mort d’Achille von Wajdi Mouawad. Darüber hinaus wirkte der Künstler als Schauspieler in mehreren Filmen mit, darunter Frères ennemis und Mauvaises herbes sowie der Serie Les Sauvages.

## Diskografie
Studioalben

| Jahr | Titel Musiklabel                            | Höchstplatzierung, Gesamtwochen, AuszeichnungChartplatzierungen (Jahr, Titel, Musiklabel, Platzierungen, Wochen, Auszeichnungen, Anmerkungen) | Höchstplatzierung, Gesamtwochen, AuszeichnungChartplatzierungen (Jahr, Titel, Musiklabel, Platzierungen, Wochen, Auszeichnungen, Anmerkungen) | Höchstplatzierung, Gesamtwochen, AuszeichnungChartplatzierungen (Jahr, Titel, Musiklabel, Platzierungen, Wochen, Auszeichnungen, Anmerkungen) | Anmerkungen                                               |
| Jahr | Titel Musiklabel                            | FR | BEW | CH | Anmerkungen                                               |
| ---- | ------------------------------------------- | --- | --- | --- | --------------------------------------------------------- |
| 2017 | Bandit saleté Suther Kane / Capitol Records | FR2 ×2Doppelplatin · (75 Wo.)FR | BEW15 (52 Wo.)BEW | CH13 (2 Wo.)CH | Erstveröffentlichung: 12. Mai 2017 Verkäufe: + 200.000    |
| 2018 | Affranchis Suther Kane / Capitol Records    | FR1 Platin · (72 Wo.)FR | BEW2 (43 Wo.)BEW | CH13 (2 Wo.)CH | Erstveröffentlichung: 26. Januar 2018 Verkäufe: + 100.000 |
| 2021 | La direction Affranchis Music               | FR1 Gold · (31 Wo.)FR | BEW9 (10 Wo.)BEW | CH23 (2 Wo.)CH | Erstveröffentlichung: 21. Mai 2021 Verkäufe: + 50.000     |

## Filmografie (Auswahl)
- 2018: Verbündete Feinde (Frères ennemis)
- 2018: Wilde Kräuter (Mauvaises herbes)
- 2019: Savages (Les Sauvages)
- 2022: Nebensaison (Hors saison)
- 2025: Le Roi Soleil